# Vörösképű selymeskakukk
A vörösképű selymeskakukk (Phaenicophaeus pyrrhocephalus) a madarak osztályának kakukkalakúak (Cuculiformes) rendjébe, ezen belül a kakukkfélék (Cuculidae) családjába tartozó Phaenicophaeus nem egyetlen faja.

## Rendszerezése
A fajt Thomas Pennant brit ornitológus írta le 1769-ben, a Cuculus nembe Cuculus pyrrhocephalus néven.

## Előfordulása
Srí Lanka területén honos, kóborlóként eljut Indiába is. Természetes élőhelyei a szubtrópusi vagy trópusi síkvidéki esőerdők és száraz erdők. Állandó, nem vonuló faj.

## Megjelenése
Átlagos testhossza 47 centiméter.
|  |

## Természetvédelmi helyzete
Az elterjedési területe kicsi és csökken, egyedszáma 2500-9999 példány közötti és szintén csökken. A Természetvédelmi Világszövetség Vörös listáján sebezhető fajként szerepel.